# طارق برويز خان
طارق برويز خان هو كبير قضاة محكمة بيشاور العليا في باكستان. تم ترقيته لاحقًا إلى المحكمة العليا حيث تقاعد في فبراير 2013. شغل منصب القائم بأعمال رئيس وزراء خيبر باختونخوا من 20 مارس 2013 وحتى 31 مايو 2013.  في 10 نوفمبر 2014 تم ترشيحه لمنصب كبير مفوضي الانتخابات في باكستان.